# Friedrich von Sonnenburg
Friedrich von Sonnenburg escritor medieval de la segunda mitad del siglo XIII autor de canciones y proverbios del Codex Manesse. Probablemente provenía de una familia de burgraves. 